# World Painted Blood
World Painted Blood é o décimo álbum de estúdio de Slayer editado em 2009. O álbum foi produzido por Greg Fidelman e Rick Rubin. Foi o último disco da banda a contar com a formação original; Dave Lombardo seria demitido e Jeff Hanneman morreria por problemas de saúde, ambos em 2013. 
As faixas  "Hate Worldwide" e "World Painted Blood" foram indicadas ao Grammy Awards em 2009 e 2010, respectivamente.

## História
World Painted Blood foi gravado de outubro de 2008 a março de 2009. Em Maio, Kerry King falou sobre o álbum: "Eu acho que este tem um pouco de tudo - mais do que qualquer coisa que nós fizemos desde Seasons. Então, eu imagino que as pessoas o vão comparar com esse". A banda gravou treze canções do álbum, sete escrita por Jeff Hanneman e seis pelo King, embora nem todas foram incluídas. O lançamento do álbum ocorreu no final do Verão de 2009.
O álbum marca a primeira vez que a banda escreveu e preparou o material ao mesmo tempo no estúdio. No passado, a maior parte ou todas as músicas foram trabalhadas pelo tempo que a banda entrou em estúdio para gravar o material. Dave Lombardo disse em uma entrevista na Capital Chaos: "Os outros discos foram bons, mas este não é algum tipo de magia que eu não posso colocar o meu dedo, ele flui muito bem, a estruturação está bem feita, as melodias são feitas muito bem. Tem sido um esforço coletivo para fazê-lo, definitivamente estou orgulhoso dele e tenho certeza que os outros também estarão".
O disco foi lançado com quatro capas diferentes que, quando juntas, criam um mapa do mundo coberto de sangue.

## Singles
A primeira música nova do álbum, "Psychopathy Red", foi inicialmente introduzida na Internet a 28 de Outubro de 2008 e depois disponível em vinil em 18 de Abril de 2009. 
Em 28 de Julho a música "Hate Worldwide" foi lançada como CD single, exclusivamente em lojas Hot Topic.
A música título, "World Painted Blood", foi lançada a 28 de Setembro de 2009 no MySpace de Slayer.
| Críticas profissionais | Críticas profissionais |
| Avaliações da crítica  | Avaliações da crítica  |
| Fonte                  | Avaliação              |
| ---------------------- | ---------------------- |
| About.com              | [ 9 ]                  |
| allmusic               | [ 10 ]                 |
| The A.V. Club          | A–                     |
| Consequence of Sound   | [ 12 ]                 |
| Now                    | [ 13 ]                 |

## Recepção
World Painted Blood foi recebido muito positivamente por parte da critica especializada, alguns considerando como sendo um melhoramento em relação a Christ Illusion e outros dizendo que o álbum é mais melodioso comparado com outros álbuns de Slayer. Algumas criticas chegaram a comparar com os melhores álbuns de Slayer (Hell Awaits, Reign in Blood, South of Heaven e Seasons in the Abyss). World Painted Blood vendeu 41,000 cópias nos EUA na primeira semana de venda chegando a #12 na tabela da Billboard 200.

## Faixas
| N.º            | Título                            | Letras                   | Música         | Duração |  |
| 1.             | "World Painted Blood"             | Tom Araya, Jeff Hanneman | Hanneman       | 5:53    |  |
| 2.             | "Unit 731"                        | Hanneman                 | Hanneman       | 2:40    |  |
| 3.             | "Snuff"                           | Kerry King               | King           | 3:42    |  |
| 4.             | "Beauty Through Order"            | Araya, Hanneman          | Hanneman       | 4:37    |  |
| 5.             | "Hate Worldwide"                  | King                     | King           | 2:52    |  |
| 6.             | "Public Display of Dismemberment" | King                     | King           | 2:35    |  |
| 7.             | "Human Strain"                    | Araya, Hanneman          | Hanneman       | 3:09    |  |
| 8.             | "Americon"                        | King                     | King           | 3:23    |  |
| 9.             | "Psychopathy Red"                 | Hanneman                 | Hanneman       | 2:26    |  |
| 10.            | "Playing With Dolls"              | Araya, Hanneman, King    | Hanneman       | 4:14    |  |
| 11.            | "Not of This God"                 | King                     | King           | 4:20    |  |
| Duração total: | Duração total:                    | Duração total:           | Duração total: | 39:51   |  |

| Faixa bônus versão limitada |                   |             |        |         |  |
| N.º                         | Título            | Letras      | Música | Duração |  |
| 12.                         | "Atrocity Vendor" | Araya, King | King   | 2:53    |  |

| Faixa bônus versão japonesa |                                           |          |          |         |  |
| N.º                         | Título                                    | Letras   | Música   | Duração |  |
| 12.                         | "Psychopathy Red" (Explicit Live Version) | Hanneman | Hanneman | 2:47    |  |

## Créditos
| - Tom Araya – vocais e baixo - Jeff Hanneman – guitarra - Kerry King – guitarra - Dave Lombardo – bateria | - Greg Fidelman – produção, engenheiro, misturas - Rick Rubin – produção executiva - Sara Killion – engenheiro assistente - Vlado Meller – masterização - Rick Sales, Kristen Mulderig, e Andrew Stuart – manager |

## Informações adicionais
- A música "Psychopathy Red" foi inspirada na vida do serial-killer russo Andrei Romanovic Chikatilo,[16] conhecido na altura como "O Estripador Vermelho".

## Prêmios e Nomeações

### Nomeação Para o Grammy Awards
Em 2009
- Best Metal Performance - "Hate Worldwide"[17]

Em 2010
- Best Metal Performance - "World Painted Blood"[18]

## Desempenho nas paradas
| Parada musical (2009)                  | Posição de pico |
| -------------------------------------- | --------------- |
| Austrália (ARIA)                       | 9               |
| Áustria (Ö3 Austria Top 40)            | 13              |
| Bélgica (Ultratop Flandres)            | 38              |
| Bélgica (Ultratop Valônia)             | 40              |
| Canadá (Billboard)                     | 8               |
| Dinamarca (Hitlisten)                  | 21              |
| Países Baixos (Dutch Charts)           | 15              |
| Finlândia (Suomen virallinen lista)    | 12              |
| França (SNEP)                          | 28              |
| Alemanha (Offizielle Deutsche Charts)  | 7               |
| Grécia (IFPI)                          | 26              |
| Hungria (MAHASZ)                       | 27              |
| Irlanda (IRMA)                         | 38              |
| Itália (FIMI)                          | 26              |
| Japão (Oricon)                         | 20              |
| Nova Zelândia (RMNZ)                   | 16              |
| Noruega (VG-lista)                     | 15              |
| Polónia (ZPAV)                         | 16              |
| Espanha (PROMUSICAE)                   | 56              |
| Suécia (Sverigetopplistan)             | 21              |
| Suíça (Schweizer Hitparade)            | 14              |
| Reino Unido (UK Albums Chart)          | 41              |
| Estados Unidos (Billboard 200)         | 12              |
| Estados Unidos (Digital Albums)        | 18              |
| Estados Unidos (Top Hard Rock Albums)  | 2               |
| Estados Unidos (Top Rock Albums)       | 4               |
| Estados Unidos (Top Tastemaker Albums) | 1               |